# Proceratophrys strussmannae
Proceratophrys strussmannae es una especie de anfibio anuro de la familia Odontophrynidae.

## Distribución geográfica
Esta especie es endémica de Mato Grosso en Brasil. Se encuentra en los municipios de Vale de São Domingos y Araputanga. 
Habita a 200 m sobre el nivel del mar.

## Descripción
Los machos miden de 41.1 a 47.3 mm y las hembras de 52.7 a 59.8 mm.

## Publicación original
- Ávila, Kawashita-Ribeiro & Morais, 2011 : A new species of Proceratophrys (Anura: Cycloramphidae) from western Brazil. Zootaxa, n.º 2890, p. 20-28.[2]